# Andreas Steinbach
Andreas Steinbach (ur. 7 lipca 1965 w Duszanbe) – zachodnioniemiecki, a potem niemiecki zapaśnik walczący w stylu klasycznym. Dwukrotny olimpijczyk. Piąty w Seulu 1988 i Barcelonie 1992. Walczył w kategorii 90 – 100 kg.
Siódmy na mistrzostwach świata w 1987. Zdobył trzy medale mistrzostw Europy w latach 1989 – 1991. Wicemistrz świata juniorów w 1983 roku.
Mistrz RFN w 1987, 1988 i 1989; drugi w 1985 i 1990. Mistrz Niemiec w 1995 i 1996; drugi w 1991 i 1992 roku.